# Liz (IVE)
金志垣（： Kim Ji-Won，2004年11月21日—），藝名 Liz，韓國女明星，是女子組合IVE的主唱，所屬經紀公司為STARSHIP娛樂。

## 經歷

### 出道前

#### 2019年
Liz 在濟州島出生長大，在公开的试镜中脱颖而出成功成为STARSHIP娱乐旗下练习生。

#### 2021年
11月5日下午，STARSHIP娛樂通过IVE官方Twitter公开了Liz的个人资料图片，她是第四位被公开的成员。

### 出道

#### IVE
2021年11月1日，Liz以IVE成員的身份，以單曲ELEVEN出道。
2023年4月，發表首張正規專輯I've IVE。

#### 個人活動
2024年12月5日，發表第一首OST：愛在獨木橋Summer。

## 外部連結
- Liz的Instagram帳戶

 维基共享资源上的相關多媒體資源：Liz
1. ↑  有段時間以涯月邑光令里出身為人所知，後來於1theK網路節目《IDDP》透露她其實是出生在老衡洞蓮北路28的未來婦產科。